# Othella Harrington
Othella Sherad Harrington (Jackson, 31 gennaio 1974) è un ex cestista, allenatore di pallacanestro e dirigente sportivo statunitense, professionista nella NBA.

## Carriera
Dopo aver giocato a livello liceale per la Murrah High School di Jackson (Mississippi) è passato alla Georgetown University dove a speso quattro stagioni viaggiando a 13,9 punti e 7,4 rimbalzi di media a partita.
Finita la carriera NCAA, viene scelto dalla NBA nel draft NBA 1996 al secondo giro con il numero 1 dagli Houston Rockets.
Othella continua la tradizione dei lunghi NBA usciti da Georgetownn University, fra gli altri ricordiamo Patrick Ewing, Dikembe Mutombo e Alonzo Mourning. Anche se è un giocatore sicuramente inferiore ai tre appena citati, Harrington in 11 stagioni nella NBA ha totalizzato una media di 7,5 punti e 4,5 rimbalzi a partita, con un massimo di 13,1 e 6,9 nella stagione 1999-2000 con i derelitti Vancouver Grizzlies. Nella stessa stagione è stato il decimo miglior giocatore della lega come percentuale dal campo, tirando poco oltre il 50%.

## Statistiche

### College
| Anno      | Squadra          | PG  | PT  | MP   | TC%  | 3P% | TL%  | RP  | AP  | PRP | SP  | PP   |
| --------- | ---------------- | --- | --- | ---- | ---- | --- | ---- | --- | --- | --- | --- | ---- |
| 1992-1993 | Georgetown Hoyas | 33  | 33  | 32,6 | 57,3 | -   | 74,6 | 8,8 | 1,0 | 0,8 | 1,5 | 16,8 |
| 1993-1994 | Georgetown Hoyas | 31  | 31  | 28,9 | 55,1 | 0,0 | 73,3 | 8,0 | 1,2 | 0,7 | 1,6 | 14,7 |
| 1994-1995 | Georgetown Hoyas | 31  | 31  | 24,7 | 55,9 | 0,0 | 70,6 | 6,0 | 0,8 | 0,9 | 1,4 | 12,2 |
| 1995-1996 | Georgetown Hoyas | 37  | 37  | 26,6 | 55,9 | 0,0 | 74,1 | 6,9 | 1,2 | 0,8 | 1,6 | 12,2 |
| Carriera  | Carriera         | 132 | 132 | 28,2 | 56,1 | 0,0 | 73,2 | 7,4 | 1,0 | 0,8 | 1,5 | 13,9 |

### NBA

#### Regular Season
| Anno      | Squadra             | PG  | PT  | MP   | TC%  | 3P% | TL%  | RP  | AP  | PRP | SP  | PP   |
| --------- | ------------------- | --- | --- | ---- | ---- | --- | ---- | --- | --- | --- | --- | ---- |
| 1996-1997 | Houston Rockets     | 57  | 1   | 15,1 | 54,9 | 0,0 | 60,5 | 3,5 | 0,3 | 0,2 | 0,4 | 4,8  |
| 1997-1998 | Houston Rockets     | 58  | 3   | 15,6 | 48,5 | 0,0 | 75,4 | 3,6 | 0,4 | 0,2 | 0,5 | 6,0  |
| 1998-1999 | Houston Rockets     | 41  | 10  | 22,0 | 51,3 | -   | 72,1 | 6,0 | 0,4 | 0,1 | 0,6 | 9,8  |
| 1999-2000 | Vancouver Grizzlies | 82  | 82  | 32,6 | 50,6 | 0,0 | 79,2 | 6,9 | 1,2 | 0,4 | 0,7 | 13,1 |
| 2000-2001 | Vancouver Grizzlies | 44  | 40  | 28,8 | 46,6 | 0,0 | 77,9 | 6,6 | 0,8 | 0,4 | 0,6 | 10,9 |
| 2000-2001 | N.Y. Knicks         | 30  | 5   | 18,3 | 55,4 | -   | 72,9 | 3,3 | 0,7 | 0,5 | 0,6 | 6,2  |
| 2001-2002 | N.Y. Knicks         | 77  | 4   | 20,3 | 52,7 | 0,0 | 70,9 | 4,5 | 0,5 | 0,4 | 0,5 | 7,7  |
| 2002-2003 | N.Y. Knicks         | 74  | 64  | 25,0 | 50,8 | -   | 82,0 | 6,4 | 0,8 | 0,2 | 0,3 | 7,7  |
| 2003-2004 | N.Y. Knicks         | 56  | 3   | 15,6 | 49,5 | -   | 74,4 | 3,2 | 0,5 | 0,2 | 0,3 | 4,6  |
| 2004-2005 | Chicago Bulls       | 70  | 28  | 18,2 | 51,2 | -   | 71,8 | 4,2 | 0,8 | 0,3 | 0,3 | 8,0  |
| 2005-2006 | Chicago Bulls       | 72  | 23  | 11,4 | 49,5 | -   | 62,6 | 2,1 | 0,5 | 0,1 | 0,2 | 4,8  |
| 2006-2007 | Charlotte Bobcats   | 26  | 0   | 8,5  | 44,6 | -   | 77,3 | 1,5 | 0,2 | 0,0 | 0,0 | 2,6  |
| 2007-2008 | Charlotte Bobcats   | 22  | 0   | 7,5  | 42,9 | -   | 62,5 | 1,9 | 0,2 | 0,0 | 0,2 | 2,1  |
| Carriera  | Carriera            | 709 | 263 | 19,6 | 50,5 | 0,0 | 73,8 | 4,4 | 0,6 | 0,3 | 0,4 | 7,4  |

#### Playoffs
| Anno     | Squadra         | PG | PT | MP   | TC%  | 3P% | TL%  | RP  | AP  | PRP | SP  | PP  |
| -------- | --------------- | -- | -- | ---- | ---- | --- | ---- | --- | --- | --- | --- | --- |
| 1997     | Houston Rockets | 7  | 0  | 2,1  | 50,0 | -   | 70,0 | 0,6 | 0,0 | 0,0 | 0,0 | 1,3 |
| 1998     | Houston Rockets | 3  | 0  | 7,7  | 50,0 | 0,0 | 80,0 | 2,3 | 0,0 | 0,0 | 0,3 | 5,3 |
| 1999     | Houston Rockets | 4  | 0  | 10,5 | 64,3 | -   | 66,7 | 3,5 | 0,3 | 0,0 | 0,3 | 5,5 |
| 2001     | N.Y. Knicks     | 5  | 1  | 15,4 | 50,0 | -   | 80,0 | 3,0 | 0,4 | 0,8 | 0,4 | 3,6 |
| 2005     | Chicago Bulls   | 6  | 6  | 17,2 | 50,0 | -   | 54,5 | 2,5 | 0,5 | 0,2 | 0,0 | 8,0 |
| 2006     | Chicago Bulls   | 3  | 0  | 5,0  | 0,0  | -   | -    | 0,7 | 0,0 | 0,3 | 0,0 | 0,0 |
| Carriera | Carriera        | 28 | 7  | 9,8  | 50,6 | 0,0 | 67,6 | 2,0 | 0,2 | 0,2 | 0,1 | 4,0 |

## Palmarès
- McDonald's All-American Game (1992)